# Anopsicus pearsei
Anopsicus pearsei is een spinnensoort uit de familie trilspinnen (Pholcidae). De soort komt voor in Mexico en is de typesoort van het geslacht Anopsicus.